# 馬諾沃-貢達聖弗洛里斯國家公園
馬諾沃-貢達聖弗洛里斯國家公園（法語：Parc national du Manovo-Gounda St. Floris）是一個位於中非共和國巴明吉—班戈蘭省的國家公園，與乍得邊界接壤。因园內擁有多種不同的生物，1988年列入世界自然遺產，登录名称为马诺沃贡达圣绅罗里斯国家公园。當中一些重要的品種包括黑犀牛、象、獵豹、豹、赤額瞪羚、非洲水牛等等。

## 特色
此國家公園於1979年興建，面積共17,400平方公里。公園地貌豐富，北部為荒原，中部地勢平緩，南部為綿延起伏的高原，既有陡峭的懸崖，亦有茂密的森林。公園北部天氣炎熱，每年降雨量只得900毫米，但南部卻潮濕多雨，每年降雨量為1,400毫米。由於地形與天氣如此多變，公園內生長的植物繁多，總數達1,200種。

## 地理位置
该公园占据了该国北部巴明吉-班戈兰省东端的大部分地区。 公园的北部边界是与乍得在奥克河（Bahr）和卡米尔河（Kameur）上的国际边界。 东部边界是瓦卡加河（Vakaga），西部边界是恩代莱以东约 40公里（25英里）处的马诺沃河（Manovo），南部边界是邦戈高原的山脊。 

## 登录基准
该世界遗产被认为满足世界遺產登錄基準中的以下基準而予以登錄：
- （ix）在陆上、淡水、沿海及海洋生态系统及动植物群的演化与发展上，代表持续进行中的生态学及生物学过程的显著例子。
- （x）拥有最重要及显著的多元性生物自然生态栖息地，包含从保育或科学的角度来看，符合普世价值的濒临绝种动物种。

## 資料來源
1. ↑  蘇少工作室編著（1999年），《世界文化與自然遺產：非洲卷，大洋洲卷》，24-26頁，南京：江蘇省出版總社，江蘇少年兒童，日本小學館 ISBN 7-5346-2075-9

## 外部連結
- （英文） 聯合國教科文組織世界遺產中心有關馬諾沃-貢達聖弗洛里斯國家公園的內容概要 （页面存档备份，存于）